# Upworthy
Upworthy est un site web spécialisé dans le contenu viral. Le site a été créé en mars 2012 par Eli Pariser, l'ancien directeur exécutif de MoveOn et Peter Koechley, l'ancien rédacteur en chef de The Onion. L'un des cofondateurs de Facebook, Chris Hughes, y a été un des premiers investisseurs,,.
La mission déclarée de Upworthy est d'accueillir l'intersection du sensationnel, du significatif et du visuel. Le site utilise la viralité pour promouvoir ses histoires avec un penchant progressiste sur les questions politiques et sociales.

## Histoire
À la fin de 2012, Upworthy a annoncé qu'il avait levé 4 millions de dollars de New Enterprise Associates et d'investisseurs providentiels.
En juin 2013, un article du magazine Fast Company indiquait qu'Upworthy était le média à la croissance la plus rapide de tous les temps.
Upworthy a popularisé un certain style de titre, un titre de deux phrases qui est très reconnaissable. Ce style de titre s'est propagé à de nombreux autres sites. Voici des exemples de tels titres : 
- Nous n'entendons pas assez la voix des Amérindiennes américains. Voici un message inspirant de l'un d'eux[9] ;
- Quelqu'un a donné des ciseaux à des enfants. Voici ce qui est arrivé par la suite[10].

## Critique
Upworthy a été critiqué pour son style trop sentionnaliste et pour l'utilisation de clickbaits,,,.

## Source de la traduction
- (en) Cet article est partiellement ou en totalité issu de l’article de Wikipédia en anglais intitulé « Upworthy » (voir la liste des auteurs).